# Ghazw
Ghazw (arabisch غزو, DMG ġazw) bezeichnet die in den kamelhaltenden beduinischen Gesellschaften Arabiens und der Sahara lange übliche Handlungsweise von Stämmen, zur Erzielung von Beute überfallartige Raubzüge auf andere Stämme zu unternehmen. Der Begriff wird auch für die Kriegszüge des Propheten Mohammed und die Eroberungsfeldzüge der Muslime im Rahmen der islamischen Expansion verwendet. In bestimmten Fällen wird Ghazw auch als Synonym für Dschihad verwendet.

## Sprachliches
Das arabische Wort ġazw ist das Verbalsubstantiv des Verbs ġazā („einen Kriegs-, Beutezug, Überfall unternehmen“). Die davon abgeleitete Individualform (nomen unitatis), die einen einzelnen Kriegszug bezeichnet, lautet ġazwa; pl. ġazawāt. Dem gleichen Wortstamm gehören das Partizip Aktiv ġāzin an, das die Person bezeichnet, die sich im Ghazw betätigt (davon abgeleitet Ghāzī), und der Ausdruck al-maġāzī (davon Maghāzī), der speziell für die Kriegszüge des Propheten verwendet wird. In der Form rezzou („Räuberbande“) hat das Wort ġazw auch Eingang in die französische Sprache gefunden. Das deutsche Wort Razzia ist von der umgangssprachlichen Wortform ġāziya abgeleitet, die demselben Wortstamm angehört.

## Bedeutung in der beduinischen Gesellschaft
Ghazw wurde in der beduinischen Gesellschaft ausschließlich gegen solche tribalen Gruppen durchgeführt, die in keinem Verwandtschaftsverhältnis zum eigenen Stammesverband standen. Wichtigstes Ziel beim Überfall auf andere nomadische Stämme war der Erwerb von Kamelen. Wenn beim Ghazw sesshafte Stämme überfallen wurden, wurde diesen meist eine Steuer oder ein Schutzgeld, chuwwa („Bruderschaftszahlung“) genannt, auferlegt. Angeführt wurden die Raubzüge üblicherweise von einem ʿaqīd, der meist mit dem Scheich, also dem Oberhaupt des Stammes, identisch war. Mit der Ghazw-Praxis war ein ausgefeiltes System der Verteilung von Beute (Ghanīma und Anfāl) verbunden. In vielen Fällen folgte auf die Ghazwa eine Gegen-Ghazwa des angegriffenen Stammes. Wenn bei einer Ghazwa Blut vergossen wurde, galt das Prinzip der Wiedervergeltung (Qisās): entweder wurde Blutrache geübt oder es musste ein Blutgeld entrichtet werden. T.M. Johnstone deutet den Ghazw als ein wichtiges Mittel zur Neuverteilung wirtschaftlicher Ressourcen in den beduinischen Gesellschaften, wenn die ökonomische Beziehungen zwischen den Stämmen durch Naturkatastrophen aus dem Gleichgewicht geraten waren.
In der vorislamischen arabischen Gesellschaft galten Ghazw-Kriegszüge als Heldentaten und wurden in der Dichtung besungen. In den heiligen Monaten der Wallfahrt galt aber eine Friedenspflicht. Die Berichte und Gedichte über die Kriegszüge der altarabischen Stämme wurden gesammelt und später unter dem Titel Aiyām al-ʿArab („Die Kampftage der Araber“) schriftlich festgehalten.

## Bedeutung im Islam
Nachdem der Prophet Mohammed im Jahre 622 nach Medina ausgewandert war, führte er ebenfalls nach Art des Ghazw Raubzüge durch. Diese werden in der islamischen Literatur als die Maghāzī bezeichnet, ein Begriff, der von der gleichen arabischen Wortwurzel abgeleitet ist wie Ghazw. Nach der Chronologie von al-Wāqidī schickte Mohammed schon sieben Monate nach seiner Ankunft eine Gruppe von Kriegern unter Führung seines Onkels Hamza aus, um die aus Syrien heimkehrende mekkanische Handelskarawane mit Abū Dschahl an der Spitze zu überfallen. Dies war der Anfang einer kriegerischen Auseinandersetzung mit den Mekkanern, die bis zum Jahre 630 andauerte. Im Rahmen der Entwicklung des Dschihad-Konzepts wurde die Ghazw-Tätigkeit der Muslime religiös überhöht und zu einem Einsatz „für die Sache Gottes“ stilisiert.
Nach dem Tode des Propheten wurde der Ghazw in Form der Futūh fortgesetzt. In Überlieferungen über den Propheten und seine Gefährten wurde die Verdienstlichkeit der Ghazw-Tätigkeit hervorgehoben. Ghazw galt nun als eine Aktivität, die auch auf dem Meer ausgeführt werden konnte. So wird der Prophet in einem Hadith, den ʿAbdallāh ibn al-Mubārak (st. 797) in seinem „Dschihad-Buch“ (Kitāb al-Ǧihād) überliefert, mit den Worten zitiert: „Wer nicht die Gelegenheit hatte, mit mir den Ghazw durchzuführen, der soll den Ghazw auf dem Meer durchführen“ (man lam yudrik al-ġazw maʿī fa-ʿalai-hi bi-ġazwi l-baḥr). Der syrische Rechtsgelehrte Makhūl ibn Abī Muslim (gest. 737) meinte, dass Ghazw eine Pflicht sei, die allen Muslimen obliege. Der Prophetengefährte ʿAbdallāh ibn ʿUmar, der für seine Friedfertigkeit bekannt ist, hielt dagegen Ghazw nur dann für gut, wenn dabei den Machthabern gehorcht wurde. Im Muwattā von Mālik ibn Anas wird er mit den Worten zitiert:

„Es gibt zwei Arten von Ghazw. Es gibt den Ghazw, bei dem Wertvolles ausgegeben wird, den Teilnehmern Dinge erleichtert werden, den Autoritätspersonen gehorcht und Korruption vermieden wird. Dieser Ghazw ist vollkommen gut. Und es gibt den Ghazw, bei dem Wertvolles nicht ausgegeben wird, den Teilnehmern Dinge nicht erleichtert werden, den Autoritätspersonen nicht gehorcht und Korruption nicht vermieden wird. Der Anhänger dieses Ghazw kehrt ohne Belohnung zurück.“

Herrscher und andere Personen, die sich beim islamischen Ghazw hervorgetan hatten, wurden später mit dem Ehrentitel Ghāzī versehen, der das Partizip Aktiv zu dem Verbalsubstantiv Ghazw darstellt.